# 하카어

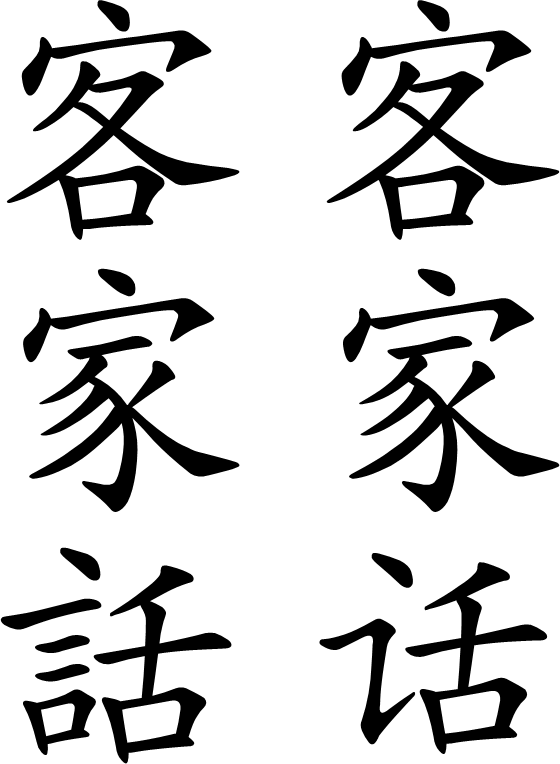

객가어(중국어 정체자: 客家話, 간체자: 客家话, 하카어 백화자: Hak-kâ-fa, 병음: Kèjiāhuà), 음역 하카어(Hakka)는 객가인들이 사용하는 중국어의 방언으로, 주로 광둥성 동부, 푸젠성 서부, 장시성 남부에서 쓰이지만, 해외의 중국인, 화교도 많이 사용하는 언어이다.
하카인은 여러 이민족의 지배를 피해 광둥성으로 남하하였고, 그 당시 중국어의 특징이 잘 보전되어 있다. 그래서 하카어의 한자 발음은 한국어나 일본어 한자 발음과 유사한 면이 있다. 객가어 사용자들이 여러군데 분포해있기 때문에, 주위 언어, 방언에서 영향을 받은 차용어가 많아 지역별로 약간 차이가 있다.

## 음운
어음의 특징은 많은 지역에서 성모 s와 sh를 구분하지 않고 모두 s로 발음한다. 또 옛 입성운미(入聲韻尾) -b[-p], -d[-t], -g[-k]를 보존하고 있으며, 북경어의 성조는 4개인 데 반해 객가어는 6개의 성조를 가지고 있다.

### 성모
메이현 방언을 기준으로 기술한다.
|        |        | 입술소리 | 치음    | 연구개음 | 성문음 |
| ------ | ------ | -------- | ------- | -------- | ------ |
| 비음   | 비음   | m /m/    | n /n/   | ng /ŋ/   |        |
| 파열음 | 무기음 | b /p/    | d /t/   | g /k/    |        |
| 파열음 | 유기음 | p /pʰ/   | t /tʰ/  | k /kʰ/   |        |
| 파찰음 | 무기음 |          | z /ts/  |          |        |
| 파찰음 | 유기음 |          | c /tsʰ/ |          |        |
| 마찰음 | 마찰음 | f /f/    | s /s/   |          | h /h/  |
| 접근음 | 접근음 | v /ʋ/    | l /l/   |          |        |

경구개 파열음, 마찰음, 비음은 k, g, h, ng가 i 앞에 있을 때만 나타난다.

### 모음
|        | 수반   | 전설  | 중설  | 후설  |
| ------ | ------ | ----- | ----- | ----- |
| 고모음 | ii /ɹ̩/ | i /i/ |       | u /u/ |
| 중모음 |        | ê /e̞/ | e /ə/ | o /ɔ/ |
| 저모음 |        |       | a /a/ |       |

### 운모
- 받침으로는 m, n, ng, b, d, g가 있다. 이 가운데 b, d, g는 불파음이다.
- ii, m, n, ng는 성절자음이 될 수 있다.

## 하위 방언

### 투광둥어
쓰촨성, 충칭시 일대의 객가어는 투광둥어(중국어 간체자: 土广东话, 정체자: 土廣東話)로 불린다. 투광둥어 구사자는 청나라 초기 호광전사천이 일던 때 광둥성 일대에서 이민 온 사람들이며, 이들은 투광둥인(중국어 간체자: 土广东人, 정체자: 土廣東人)이라고 불린다.

## 단어
| 객가어 한자 | 발음     | 한국어           |
| ----------- | -------- | ---------------- |
| 人          | [ŋin˩]   | 사람             |
| 碗          | [ʋɔn˧˩]  | 그릇             |
| 狗          | [kɛu˧˩]  | 개               |
| 牛          | [ŋiu˩]   | 소               |
| 屋          | [ʋuk˩]   | 집               |
| 嘴          | [tsɔi˥˧] | 입               |
| 𠊎          | [ŋai˩]   | 나               |
| 渠 or 𠍲    | [ki˩]    | 그 / 그녀 / 그것 |

| 객가어 한자 | 발음            | 한국어 |
| ----------- | --------------- | ------ |
| 日頭        | [ŋit˩ tʰɛu˩]    | 해     |
| 月光        | [ŋiɛt˥ kʷɔŋ˦]   | 달빛   |
| 屋下        | [ʋuk˩ kʰa˦]     | 집     |
| 屋家        | [ʋuk˩ kʰa˦]     | 집     |
| 電話        | [tʰiɛn˥ ʋa˥˧]   | 전화   |
| 學堂        | [hɔk˥ tʰɔŋ˩]    | 학당   |
| 筷子        | [kʰwai˥˧ tsi˧˩] | 젓가락 |

## 같이 보기
- 하카 (민족)
- 중국어
- 하카위원회
- 하카 텔레비전